# Mallada obvius
Mallada obvius is een insect uit de familie van de gaasvliegen (Chrysopidae), die tot de orde netvleugeligen (Neuroptera) behoort. 
Mallada obvius is voor het eerst wetenschappelijk beschreven door Hölzel in 1973.